# Alver
Alver è un comune norvegese della contea di Vestland.